# David Nagel
David Nagel é um executivo que ocupou diversos cargos em companhias e organizações tecnológicas.